# Nicolò Barella
Nicolò Barella (Cagliari, Ciudad metropolitana de Cagliari, Italia, 7 de febrero de 1997) es un futbolista italiano. Juega de centrocampista y su equipo desde 2019 es el Inter de Milán de la Serie A de Italia.

## Selección nacional
Ha sido internacional con la selección de fútbol de Italia en las categorías sub-15, sub-16, sub-17, sub-18, sub-19, sub-20, sub-21 y absoluta.

### Participaciones en Copas del Mundo
| Mundial                     | Sede          | Resultado     |
| --------------------------- | ------------- | ------------- |
| Copa Mundial Sub-20 de 2017 | Corea del Sur | Tercer puesto |

### Participaciones en Eurocopas
| Eurocopa                | Sede                | Resultado        |
| ----------------------- | ------------------- | ---------------- |
| Eurocopa Sub-19 de 2016 | Alemania            | Subcampeón       |
| Eurocopa Sub-21 de 2019 | Italia y San Marino | Fase de grupos   |
| Eurocopa 2020           | Europa              | Campeón          |
| Eurocopa 2024           | Alemania            | Octavos de final |

## Estadísticas

### Clubes
Actualizado al último partido disputado el 30 de junio de 2025.
| Club                     | Div.          | Temporada     | Liga  | Liga  | Liga   | Copas nacionales | Copas nacionales | Copas nacionales | Copas internacionales | Copas internacionales | Copas internacionales | Total | Total | Total  |
| Club                     | Div.          | Temporada     | Part. | Goles | Asist. | Part.            | Goles            | Asist.           | Part.                 | Goles                 | Asist.                | Part. | Goles | Asist. |
| ------------------------ | ------------- | ------------- | ----- | ----- | ------ | ---------------- | ---------------- | ---------------- | --------------------- | --------------------- | --------------------- | ----- | ----- | ------ |
| Cagliari Calcio · Italia | 1.ª           | 2014-15       | 3     | 0     | 0      | 1                | 0                | 0                | —                     | —                     | —                     | 4     | 0     | 0      |
| Cagliari Calcio · Italia | 2.ª           | 2015-16       | 5     | 0     | 1      | 0                | 0                | 0                | —                     | —                     | —                     | 5     | 0     | 1      |
| Como 1907 · Italia       | 2.ª           | 2015-16       | 16    | 0     | 1      | 0                | 0                | 0                | —                     | —                     | —                     | 16    | 0     | 1      |
| Como 1907 · Italia       | Total club    | Total club    | 16    | 0     | 1      | 0                | 0                | 0                | 0                     | 0                     | 0                     | 16    | 0     | 1      |
| Cagliari Calcio · Italia | 1.ª           | 2016-17       | 28    | 0     | 1      | 2                | 0                | 0                | —                     | —                     | —                     | 30    | 0     | 1      |
| Cagliari Calcio · Italia | 1.ª           | 2017-18       | 34    | 6     | 1      | 1                | 0                | 0                | —                     | —                     | —                     | 35    | 6     | 1      |
| Cagliari Calcio · Italia | 1.ª           | 2018-19       | 35    | 1     | 4      | 3                | 0                | 0                | —                     | —                     | —                     | 38    | 1     | 4      |
| Cagliari Calcio · Italia | Total club    | Total club    | 105   | 7     | 7      | 7                | 0                | 0                | 0                     | 0                     | 0                     | 112   | 7     | 7      |
| Inter de Milán · Italia  | 1.ª           | 2019-20       | 27    | 1     | 3      | 4                | 1                | 1                | 10                    | 2                     | 1                     | 41    | 4     | 5      |
| Inter de Milán · Italia  | 1.ª           | 2020-21       | 36    | 3     | 7      | 4                | 0                | 2                | 6                     | 0                     | 1                     | 46    | 3     | 10     |
| Inter de Milán · Italia  | 1.ª           | 2021-22       | 36    | 3     | 11     | 6                | 1                | 0                | 6                     | 0                     | 0                     | 48    | 4     | 11     |
| Inter de Milán · Italia  | 1.ª           | 2022-23       | 35    | 6     | 6      | 5                | 0                | 3                | 12                    | 3                     | 0                     | 52    | 9     | 9      |
| Inter de Milán · Italia  | 1.ª           | 2023-24       | 37    | 2     | 3      | 3                | 0                | 0                | 8                     | 0                     | 1                     | 48    | 2     | 4      |
| Inter de Milán · Italia  | 1.ª           | 2024-25       | 33    | 3     | 5      | 5                | 0                | 0                | 17                    | 0                     | 3                     | 55    | 3     | 8      |
| Inter de Milán · Italia  | Total club    | Total club    | 204   | 18    | 35     | 27               | 2                | 6                | 59                    | 5                     | 6                     | 290   | 25    | 47     |
| Total carrera            | Total carrera | Total carrera | 325   | 25    | 43     | 34               | 2                | 6                | 59                    | 5                     | 6                     | 418   | 32    | 55     |
| 1. 2.                    |               |               |       |       |        |                  |                  |                  |                       |                       |                       |       |       |        |

## Palmarés

### Títulos nacionales
| Título              | Club           | País   | Año  |
| ------------------- | -------------- | ------ | ---- |
| Serie A             | Inter de Milán | Italia | 2021 |
| Supercopa de Italia | Inter de Milán | Italia | 2021 |
| Copa Italia         | Inter de Milán | Italia | 2022 |
| Supercopa de Italia | Inter de Milán | Italia | 2022 |
| Copa Italia         | Inter de Milán | Italia | 2023 |
| Supercopa de Italia | Inter de Milán | Italia | 2023 |
| Serie A             | Inter de Milán | Italia | 2024 |

### Títulos internacionales
| Título   | Club (*)                      | Sede   | Año  |
| -------- | ----------------------------- | ------ | ---- |
| Eurocopa | Selección de fútbol de Italia | Europa | 2020 |

(*) Incluyendo la selección.

### Distinciones individuales
| Distinción                                                      | Año  |
| --------------------------------------------------------------- | ---- |
| Parte de los 100 mejores jugadores del mundo según The Guardian | 2022 |